# The Winning Team
The Winning Team is een film uit 1952 onder regie van Lewis Seiler.

## Verhaal
Grover Cleveland Alexander werkt bij een telefoonbedrijf en speelt honkbal in zijn vrije tijd. Toch krijgt hij een carrière in honkbal wanneer de Philadelphia Nationals hem aanneemt. In 20 jaar tijd, verliest hij slechts 200 wedstrijden. Na de Philadelphia Nationals, gaat hij naar de Chicago Cubs en vervolgens naar de St. Louis Cardinals. Zijn vrouw steunt hem.

## Rolverdeling
| Acteur         | Personage                  |
| -------------- | -------------------------- |
| Doris Day      | Aimee Alexander            |
| Ronald Reagan  | Grover Cleveland Alexander |
| Frank Lovejoy  | Rogers Hornsby             |
| Eve Miller     | Margaret Killefer          |
| James Millican | Bill Killefer              |
| Russ Tamblyn   | Willie Alexander           |
| Gordon Jones   | Glasheen                   |